# Bìxì
Pour les articles homonymes, voir Bixi.

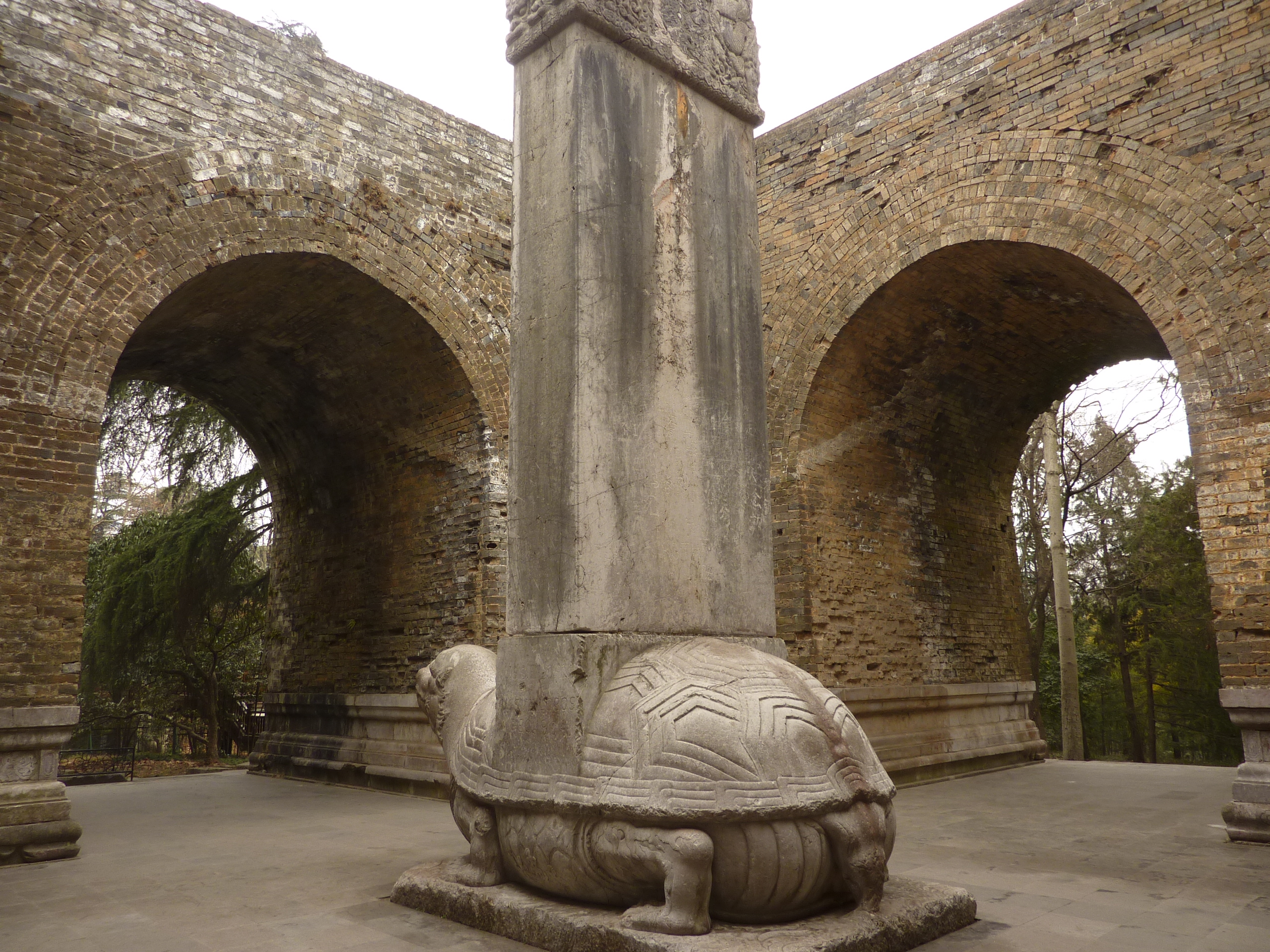
Bixi avec une stèle dans le pavillon Sifangcheng de Tombeau Xiaoling du premier empereur de la dynastie Ming, dans Nankin

Bìxì (chinois simplifié : 赑屃 ; chinois traditionnel : 贔屭 ; pinyin : vìxì) est, dans la mythologie chinoise d'origine taoïste, un dragon en forme de tortue d'une très grande force et ayant une affinité pour l'écriture. On le retrouve dans le monde chinois (Chine, Corée, Japon, Mongolie, Vietnam), sur le piédestal de grandes stèles comportant quelques mots. Il est un des neuf fils du dragon.
Au Japon, il est cité dans deux proverbes :
- 「贔屓の引き倒し」
- 「ある者を贔屓しすぎると、かえってその者を不利にする、その者のためにはならない」

## Galerie

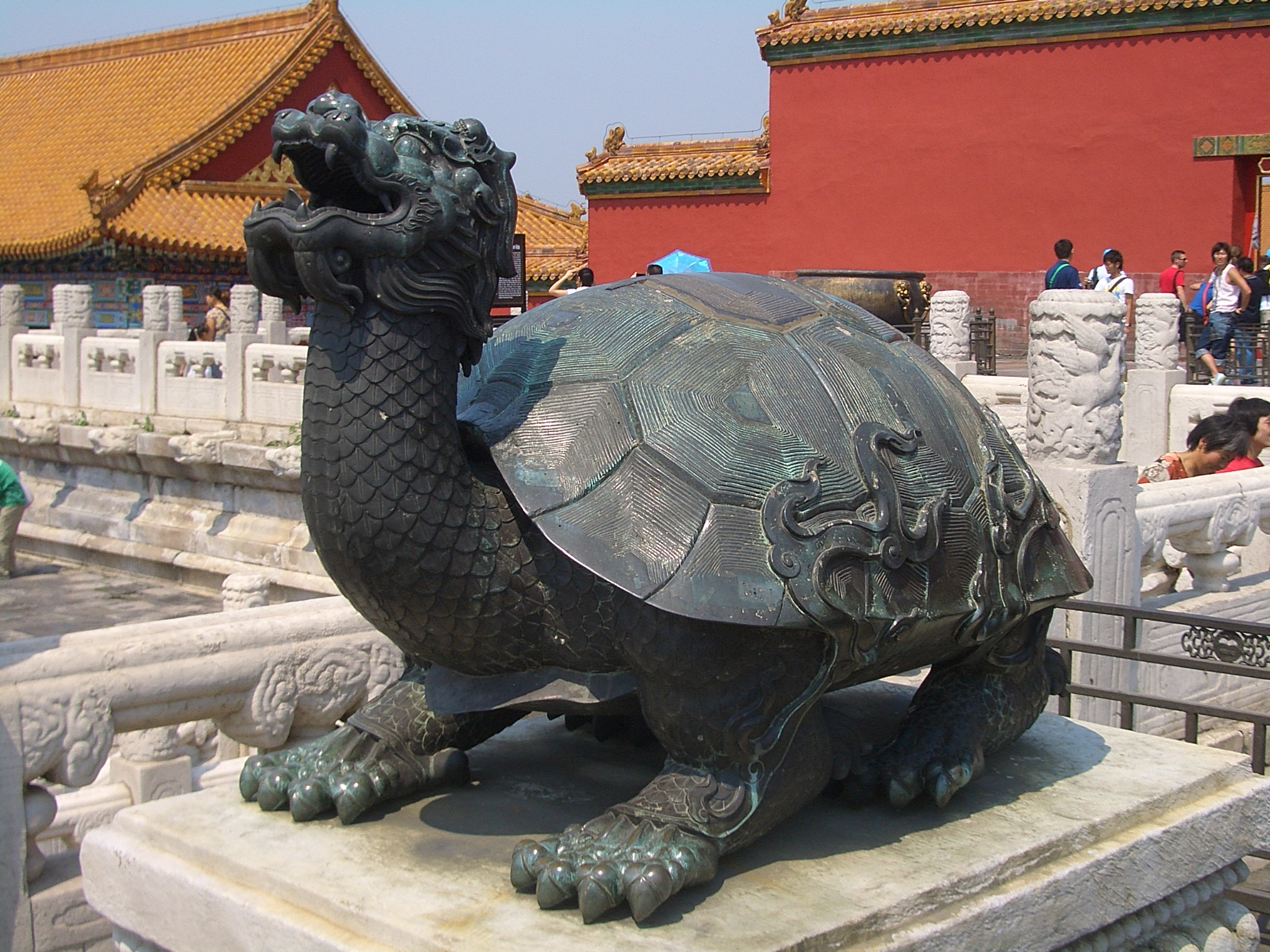
représentation seule, avec tête de dragon, dans la Cité interdite à Pékin, Chine.
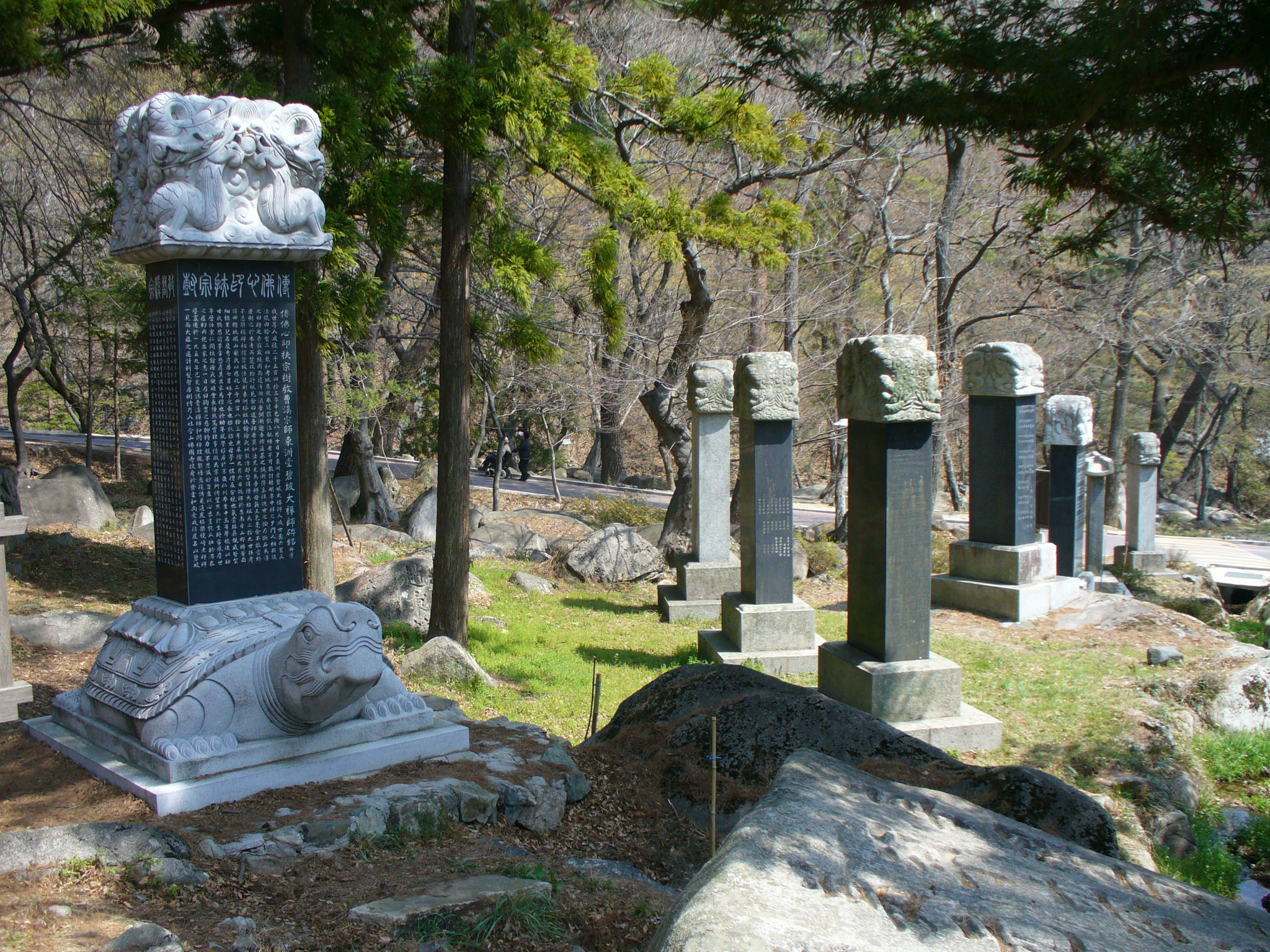
Représentation de Bixi dans le temple Beomeosa à Busan, Corée
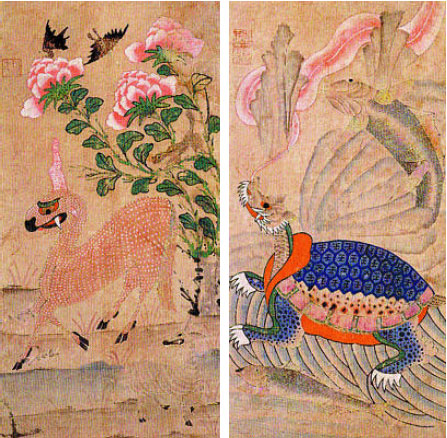
Minhwa, biche et tortue, datant de la dynastie Joseon, en Corée.
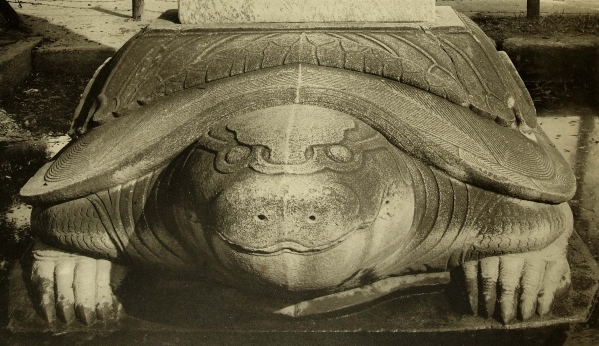
dynastie Joseon, en Corée.
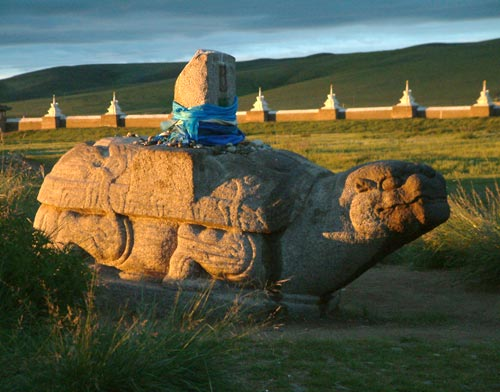
Représentation à Karakorum, Mongolie.
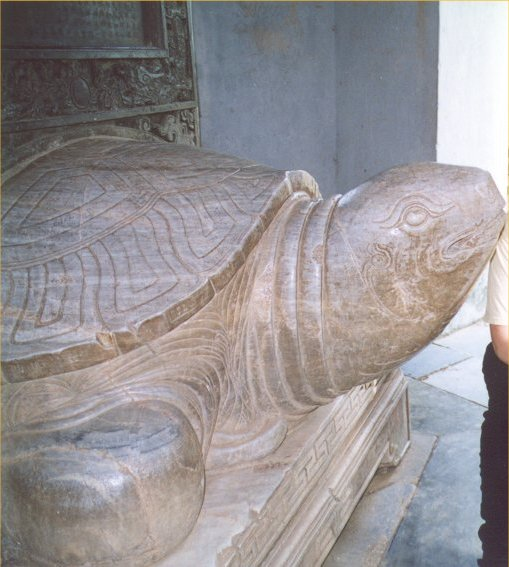
Pagode de la Dame céleste à Hué, Viêt Nam